# Palintropus retusus
Palintropus retusus  (Палінтропус) — викопний вид птахів ряду Apsaraviformes, що мешкав у кінці крейдяного періоду (76,5 —65,5 млн років тому). Голотип описаний з пластів формації Lance з Вайомінгу, США і датується віком 65,5 млн років. Інші знахідки приурочені до формації Парк динозаврів у штаті Альберта в Канаді віком близьк 76 млн років.
Спочатку вид був віднесений до роду Cimolopteryx. У 1960 році його перенесли у рід Apatornis і лише у 1970 році був створений власний рід Palintropus.